# Nexus 5X
Das Nexus 5X (Codename: bullhead) ist ein auf Android basierendes Smartphone der Nexus-Serie von Google. Es entstand zusammen mit dem koreanischen Partner LG Electronics. Das Nexus 5X wurde am 29. September 2015 zusammen mit dem Nexus 6P vorgestellt und in den USA am selben Tag im Onlineshop Google Store zur Vorbestellung angeboten. Das Nexus 5X wurde mit der Android-Version 6.0 Marshmallow ausgeliefert. Es war der Nachfolger des Nexus 5 und zusammen mit dem Nexus 6P das letzte Modell der Nexus-Reihe. Später von Google auf den Markt gebrachte Geräte tragen den Namen „Pixel“.

## Technische Daten

### Hardware
Das Nexus 5X misst 147 mm × 72,6 mm × 7,9 mm, wiegt 136 Gramm, hat eine Bildschirmdiagonale von rund 132 mm (5,2 Zoll) bei einer Punktdichte von rund 423 ppi und einer Auflösung von 1920 × 1080 Pixeln. Es verwendet einen Hexacore-Prozessor vom Typ Snapdragon 808, der mit 1,8 GHz getaktet ist, 2 GB RAM und eine Adreno-418-GPU. Im Unterschied zum Vorgänger kann das Gerät nicht mehr per Induktionsverfahren aufgeladen werden.
Eine Besonderheit war die Verwendung des neuen, verdrehsicheren USB-C-Anschlusses. Quick Charge wird nicht unterstützt, aber das Laden laut USB-C-Spezifikation mit 5V und 3A. Das Nexus 5X beherrscht Nahfeldkommunikation (Android Beam), hat eine 12,3-Megapixel-Rückkamera mit Infrarot-Laser-unterstütztem Autofokus und eine 5-Megapixel-Frontkamera. Durch die Verwendung von besonders großen Pixeln mit einem Abstand von 1,55 µm soll die Verwendung eines Optischen Bildstabilisators, den das Vorgängergerät noch hatte, überflüssig werden. Der Akku hat eine Kapazität von 2700 mAh. Das Gerät unterstützt sowohl GPS- als auch GLONASS-Satelliten. Als erstes Gerät der Nexus-Reihe ist auf der Rückseite ein Fingerabdruckscanner zum Entsperren des Geräts und für die Autorisierung innerhalb von Apps verbaut, der Nexus Imprint genannt wird.
Wie beim Vorgänger auch ist das Gerät mit 16 oder 32 GB nicht erweiterbarem Speicherplatz ausgestattet. Die verfügbaren Farbvarianten sind Anthrazit, Quarz und Eisblau.

### Software
Das Nexus 5X war gemeinsam mit dem Nexus 6P das erste Gerät mit vorinstalliertem Android 6.0 (Marshmallow).
Im Juli 2017 wurde Android 7.1.2 für das Gerät verfügbar gemacht, aber gegenüber der Variante, die für die Nachfolgegeräte „Google Pixel“ angeboten wird, fehlen folgende Funktionen:
- Nachtmodus („Night Light“)
- Daydream-VR-Modus

Die Sprachunterstützung „Google Assistant“ (ähnlich Apples „Siri“), welcher anfänglich den Pixel-Geräten vorbehalten war, ist seit März 2017 auch für das Nexus 5X verfügbar.
Seit 21. August 2017 läuft Android-Version 8.0 auf dem Nexus 5X. Im Dezember 2017 war Android 8.1 für das Nexus 5X verfügbar. Die Versorgung mit System-Aktualisierungen seitens Google endete im Dezember 2018.

## Verkaufsstart und Preise
In den USA und einigen weiteren Ländern konnte das Gerät ab dem Zeitpunkt der Vorstellung in Googles Hardware-Onlineshop Google Store vorbestellt werden. Die ersten Exemplare wurden ab dem 19. Oktober 2015 ausgeliefert.
In anderen Ländern wie beispielsweise Deutschland oder Österreich begann die Auslieferung am 9. November.
Der Preis für das günstigste Modell (16 GB Speicher) betrug bei Verkaufsstart im Online-Shop von Google 479 Euro; dieser sank Ende Januar 2016 auf 349 Euro. Bei Verkaufsende war das Gerät unter 300 Euro erhältlich. Das 32-GB-Modell war jeweils 50 Euro teurer.

## Vermarktungsende und Nachfolger
Anfang Oktober 2016 wurden das Nexus 5X, das Nexus 6P sowie sämtliches Zubehör für beide Modelle aus dem Google-Store entfernt. Grund hierfür war der Verkaufsstart der Nachfolgemodellreihe „Pixel“. Zusammen mit den Geräten wurde auch jeder Hinweis auf die Nexus-Reihe entfernt.

## Sammelklage, „Bootloop“
In den USA hat LG – als Hersteller des Nexus 5X – im Januar 2018 eine Sammelklage beigelegt, die wegen eines Hardware-Problems angeregt wurde. Etliche Exemplare gerieten beim Start in eine Endlosschleife, wodurch sie letztlich unbrauchbar wurden. Im Rahmen des Vergleichs konnten Geschädigte in den USA eine Entschädigung erhalten.